# Acerentomata
Acerentomata (лат.) — отряд бессяжковых членистоногих (Protura), включающий семейства Hesperentomidae, Protentomidae и Acerentomidae.
Трахейная система отсутствует. Максиллярные железы с расширенным каналом. Брюшные придатки одно- или двучленистые, с пузырьками на конце или без них. Тергит 8-го сегмента брюшка с морщинистой полосой (striate band), хорошо развитой или редуцированной.